# Brihaspa abacodes
Brihaspa abacodes là một loài bướm đêm trong họ Crambidae.